# Hélène et les Garçons
 (novembre 2024).
Si vous disposez d'ouvrages ou d'articles de référence ou si vous connaissez des sites web de qualité traitant du thème abordé ici, merci de compléter l'article en donnant les références utiles à sa vérifiabilité et en les liant à la section « Notes et références ».
Premiers Baisers Le Miracle de l'amour
Hélène et les Garçons est une sitcom française en 280 épisodes de 26 minutes, créée par Jean-François Porry, produite par AB Productions et diffusée du 11 mai 1992 au 22 novembre 1994 sur TF1. Il s'agit d'une série dérivée de Premiers Baisers, centrée sur le personnage d'Hélène Girard, interprété dans les deux séries par l'actrice Hélène Rollès.
À son tour, Hélène et les Garçons a fait l'objet de plusieurs séries dérivées mettant en scène les mêmes personnages principaux, à savoir Le Miracle de l'amour, Les Vacances de l'amour et Les Mystères de l'amour. 
Depuis l'arrêt de ses tournages, la série a été rediffusée notamment sur les antennes d'AB1, NT1, Filles TV et NRJ 12.

## Synopsis
Cette sitcom met en scène les aventures, principalement sentimentales, d'un groupe d'étudiants, en abordant des sujets récurrents tels que la musique, les flirts, les disputes et les réconciliations entre les personnages.
Hélène Girard (la grande sœur de Justine Girard, l'héroïne de Premiers Baisers) vient d'entrer en deuxième année de sociologie à la fac de Paris-XIV. Elle vit dans la résidence universitaire, où elle partage une chambre avec deux de ses camarades d'amphithéâtre, Cathy et Johanna. Dans le premier épisode, les trois jeunes femmes rencontrent trois étudiants en lettres, musiciens à leurs heures perdues : Nicolas, Étienne et Christian. Rapidement, les couples se forment : Hélène avec Nicolas, Cathy avec Étienne, Johanna avec celui qu'elle surnomme son « Cri-Cri d'amour ». Au fil des épisodes, ces couples se défont et, éventuellement, se reforment, au gré des rencontres, des tromperies et de l'apparition de nouveaux venus au sein de leur bande d'amis.

## Distribution

### Acteurs principaux
- Hélène Rollès : Hélène Girard (épisodes 1 à 185, 192 à 236, 241 à 265 et 267 à 280)
- Patrick Puydebat : Nicolas Vernier (épisodes 1 à 46, 50 à 93, 95 à 236 et 241 à 280)
- Cathy Andrieu : Cathy (épisodes 1 à 70)
- David Proux : Étienne (épisodes 1 à 67)
- Rochelle Redfield : Johanna Mac Cormick (épisodes 1 à 103, 115 à 141, 170 à 175 et 178 à 182)
- Sébastien Roch : Christian Roquier, dit « Cri-Cri d'amour » (épisodes 1 à 145 et 149 à 175)
- Laure Guibert : Bénédicte Breton (épisodes 23, 24, 31, 32, 34, 39, 42, 44, 50, 58, 62, 65, 69 à 73, 76, 78, 80, 83 à 97, 99 à 101, 103 à 105, 107 à 111, 113 à 121, 126 à 148, 150 à 221, 223 et 225 à 280)
- Philippe Vasseur : José Da Silva (épisodes 3, 4, 6, 9 à 11, 14, 17, 21 à 25, 29 à 34, 36, 38 à 40, 42 à 44, 46 à 81, 83 à 93, 95 à 97, 99 à 121, 126 à 223, 227 à 271, 279 et 280)
- Laly Meignan : Laly Polleï (épisodes 70 à 215 et 217 à 280)
- Sébastien Courivaud : Sébastien (épisodes 69 à 93, 95 à 134 et 140 à 280)
- Manuela Lopez : Adeline Roquier (épisodes 157 à 279)
- Nicolas Bikialo : Christophe (épisodes 145 à 161, 163, 165 à 169, 175 à 235 et 276 à 280)
- Karine Lollichon : Nathalie Gommez (épisodes 6, 7, 9, 10, 13, 15, 17, 18, 22 à 25, 30 à 34, 36, 39, 40, 44, 50 à 58, 60 à 62, 68, 70, 72, 74, 79, 84, 86, 88, 90 à 94, 96 à 99, 104, 106, 108, 110, 111, 113 à 117, 119 à 129, 131, 133 à 139, 141, 142, 147, 148, 150, 152, 154 à 156, 165 à 172, 174, 181, 183, 184, 186 à 198, 200 à 203, 207 à 211, 232, 235, 255, 256, 259, 260, 263 à 267, 270 à 272, 274 et 275)

À noter que les images du générique du début ont été changées plusieurs fois en fonction du départ et de l'arrivée de certains comédiens. Ainsi, le générique de l'épisode 46 voit l'arrivée de Philippe Vasseur. Pour les épisodes 68 à 70, David Proux est remplacé par Karine Lollichon, puis Laure Guibert est ajoutée au générique à l'épisode 71 à la place de Cathy Andrieu.
Les images du générique du début sont entièrement changées à partir de l'épisode 98 : Laly Meignan et Sébastien Courivaud sont intégrés tandis que Karine Lollichon n'y figure plus, bien qu'elle continue de jouer dans la série. Manuela Lopez et Nicolas Bikialo sont crédités à la place de Rochelle Redfield et de Sébastien Roch (qui viennent alors de quitter la série) à partir de l'épisode 193. La plupart des autres images du générique changent également.

### Acteurs secondaires
- Lynda Lacoste : Linda Carlick (épisodes 69 à 73, 78, 80, 90, 108 à 111, 114, 115, 130 à 132, 135 à 138, 143, 145, 148, 150 à 160, 162 à 166, 168, 169, 172, 173, 175, 176, 181 à 185, 204 à 211, 213 à 219, 221 à 223, 226 à 229, 232 à 234, 237 à 244, 257 et 259)
- Olivier Casadesus : Olivier Legendre (épisodes 193, 194, 196, 198 à 236, 241 à 275, 277, 279 et 280)
- Éric Dietrich : Bruno Dupuis (épisodes 230, 232, 233 et 236 à 280)
- Fabrice Josso : Fabrice (épisodes 261 à 270 et 275 à 280)
- Caroline Hème : Taxi (épisodes 261 à 280)
- Stéphane Kay : Franck (épisodes 270 à 273, 276, 279 et 280)
- Éric Joubert : Bernie (épisodes 271 à 273, 276, 279 et 280)
- Moïse Crespy : Ismo (épisodes 271 à 273, 276, 279 et 280)
- July Messéan : Isabelle (épisodes 270 et 271)
- Lætitia Gabrielli : Rosy (épisodes 199 à 208, 211 à 222, 224, 225, 227 à 229, 231 à 236, 241, 243 et 245)
- Frédéric Vieh : Laurent (épisodes 242 à 253)
- Jean-Yves Freyburger : Joel (épisodes 242 et 243)
- Isabelle Bouysse : Zaza (épisodes 209 à 213, 240 et 241)
- David Brécourt : Thomas Fava (épisodes 30 à 37, 52, 53, 113, 114, 121 à 129, 207, 208, 210, 213, 215, 216, 218 à 220 et 225 à 232)
- Darren Fouse : John Wander, ingénieur du son de Thomas Fava (épisodes 52 à 55, 92, 93, 112 à 114, 122 à 129, 208, 210, 213, 215, 216, 218 à 220, 225 à 227 et 229 à 232)
- Emmanuel Dassier : Manu (épisodes 196 à 203, 210, 211, 213, 214, 216, 217, 219, 221, 222, 224 et 232 à 236)
- Charles Scalabrino : Fabien (épisodes 226 à 231 et 233 à 236)
- Alexandre Fenot (épisode 213)
- Nicolas Schmit : Thierry (épisodes 191 à 199)
- Jacques Coltelloni : Jacques (épisodes 161 à 173)
- Mathilde Rosset : Thérèse (épisodes 139 à 160)
- Patrik Cottet-Moine : Jean-François (épisode 27)
- Terry Shane : Arielle (épisodes 100, 101, 103 à 109 et 151)
- Kanu Muringi : Kanu (épisodes 69, 76, 77, 118 à 129, 131 à 134, 138, 139, 141 et 142)
- Annette Schreiber : Annette (épisodes 130 à 133, 135 et 136)
- Bruno Vandewalle : Jimmy (épisodes 130 à 136)
- Didier Azoulay : Garde du corps de Thomas Fava (épisodes 125, 126 et 128)
- Gérard Vives : Garde du corps de Thomas Fava (épisodes 125, 126 et 128)
- Agnès Dhaussy : Agnès (épisodes 110 à 120, 123 et 126 à 129)
- Bruno Flender : Gédéon (épisodes 100 à 103)
- Stéphane Floch'Hay : Alex (épisodes 278 à 280)
- Élodie Ozanne : Sophie (épisodes 7, 14, 20, 38, 56 à 59, 79, 82 et 84)
- Marie-Charlotte Leclaire : Gaelle Breton (épisode 76)
- Cyril Aubin : Maxime (épisode 65)
- Isabelle Alexis : Cécile (épisodes 64 et 65)
- Emmanuel Barrouyer : Cédric (épisodes 47, 48 et 63)
- Lionel Melet : Richard, le détective privé (épisode 49)
- Margaret Redmond : Angelina (épisodes 44 et 45)
- Ingrid Ducatel : Séverine Dufond (épisodes 3, 4, 12, 20 à 27, 32 et 45)
- Arnaud Tibi : Jimmy (épisodes 7, 13, 14 et 24)
- Cédric Rosenlecker (épisode 24)
- Robert Plagnol : Frédéric (épisodes 21 et 25)
- Laurence Bremont : Marjorie (épisode 20)
- Jean-François Ducis : Thierry (épisode 2)
- Camille Raymond : Justine Girard (épisode 1)
- Christiane Ludot : Marie Girard (épisode 87)
- Bruno Le Millin : Roger Girard (épisode 87)

## Épisodes
La série est diffusée quotidiennement par TF1, en quatre « saisons » : du 11 mai 1992 au 26 juin 1992 (épisodes 1 à 28), du 7 septembre 1992 au 31 décembre 1992 (épisodes 29 à 97), du 20 mai 1993 au 10 septembre 1993 (épisodes 98 à 177) et du 5 juillet 1994 au 22 novembre 1994 (épisodes 178 à 227 puis 234 à 278). Plusieurs épisodes, notamment les deux derniers, resteront longtemps inédits en France.
1. La rencontre
2. L'anniversaire de Cathy
3. Encore un garçon
4. Le rêve prémonitoire
5. La fâcherie
6. La déclaration
7. Jimmy
8. Une nuit ensemble
9. Un week-end seule
10. Mon cœur balance
11. Le Test
12. Le Permis de conduire
13. Un coup de cafard
14. Une journée studieuse
15. Une drôle de nouvelle
16. La Bonne Occase
17. La Nuit de la danse
18. Papa
19. Photo-star
20. L'Idole de la fac
21. Une nouvelle passion
22. La Course
23. Le Mariage
24. Une rupture difficile
25. Mission délicate
26. La Folie douce
27. Un type super chouette
28. Un joli coco
29. La Cassette
30. Thomas
31. Double Jeu
32. La Craquerie
33. La Poussière dans l'œil
34. Une nouvelle vie
35. Démasqué !
36. Opération Éjection
37. Aveux difficiles
38. La vie reprend
39. Contre-attaque
40. Le Bon Profil
41. L'amour n'a pas de (grand) prix
42. Le Bal des vampires
43. La Rougeole
44. L'Ouragan du Texas
45. Qui sème l'ouragan récolte la tempête
46. Le Départ
47. Cédric
48. La Chose
49. Détective privé
50. La Chanson
51. L'Enregistrement
52. Un ingénieur en or massif
53. La Séance du siècle
54. Le Mensonge
55. La Déchéance
56. Le Fond du trou
57. Le Pardon
58. Le Promoteur
59. Rêves de grande œuvre
60. La Soirée rock - 1re partie
61. La Soirée rock - 2e partie
62. Le Sac en croco
63. Le Regret
64. Une amie d'enfance
65. Le Coup de foudre
66. Le Grand Manitou
67. Les Groupies
68. La Finlande
69. Les Nouveaux
70. Une place à prendre
71. Éjection
72. La Gouttière
73. Le Soupçon
74. L'Intrus
75. La Drague
76. Un percussionniste percutant
77. L'Accident
78. Le Hootanany
79. La Caméra vidéo
80. La Zizanie
81. La Vue qui baisse
82. La Cravate rose
83. Le Nouvel Âge
84. La Tisane indienne
85. Le Secret
86. La Grande Rousse
87. Le Bord du gouffre
88. Amis
89. Le Portrait
90. Le Retour - 1re partie
91. Le Retour - 2e partie
92. Angleterre - 1re partie
93. Angleterre - 2e partie
94. La vie de célibataire
95. Back Home
96. Diana
97. L'Adieu
98. Coup de théâtre
99. Une anglaise à caser
100. La Tentation - 1re partie
101. La Tentation - 2e partie
102. La Tentation - 3e partie
103. Une fois de trop
104. Une de perdue
105. Seul
106. La Folie
107. Le Jour le plus noir
108. La Révélation
109. Une amie stupéfiante
110. Retour au port
111. Amour nouveau
112. Un poème
113. Chanson magique
114. Le Vol
115. Le Mystère d'Agnès
116. Le Bonheur
117. Cricri d'amour
118. Retour de flamme
119. Le Feu aux poudres
120. L'Amour toujours
121. Le Cheval de Troie
122. Le Doute
123. Le Contrat
124. Dance Music
125. Le Gâchis
126. Pris au piège
127. Un problème sans solution
128. La Quadrature du cercle
129. La Trahison
130. La Belle Vie
131. De nouveaux amis
132. Rencontres
133. Clandestins
134. Remords
135. Drame
136. Regrets
137. Tendresse
138. Réparation
139. Récidive
140. La Ruse
141. Introuvable
142. Une place encore chaude
143. Conflit de groupe
144. Coup de folie
145. Le Remplaçant
146. Tentatives
147. Révélation
148. Récupération
149. Retour de vacances
150. Au-dessus des limites
151. Reconquête
152. Changement
153. Doux Instants
154. Tout doucement
155. Inadmissible
156. Jamais simple
157. Malentendus
158. Le Grand Bonheur
159. Un tableau de maître
160. Clair et net
161. Émotions
162. Le Jardin secret
163. Le monde est petit
164. Pardonner n'est pas gagner
165. Le Choix
166. Proposition
167. Le Hoquet
168. Le Refus
169. Choisis
170. Un aller simple
171. La Fin d'une époque
172. Multiplié par deux
173. Le Rival
174. La Faute
175. Comme avant
176. Révolte
177. Sans logis
178. Cambriolage
179. La Lâcheté
180. Courage
181. Le Club
182. Une situation difficile
183. Une brassière à craquer
184. Baby Boom
185. La Paella
186. Lendemain difficile
187. Répétition ratée
188. Étincelles
189. Dangers
190. Les Odieux
191. Remerciements délicats
192. Retour en ville
193. Désordres
194. Le Copain
195. Le Grand Jour
196. Encombrement
197. Relookage
198. Le Grand Sommeil
199. Fin difficile
200. Surprise
201. Carton rouge
202. De la suite dans les idées
203. Déprime
204. Rosy
205. Concours
206. Sauvetage
207. La Leçon de conduite
208. L'Acceptation
209. Angoisse
210. Zaza
211. Un pari stupide
212. L'Erreur
213. Nouveau Départ
214. Souvenirs
215. Rapprochements
216. Embarras
217. Précaution
218. Le Piège
219. Enfermée
220. Communion
221. Rendez-vous secret
222. Le Déclic
223. Rattrapage
224. Choc
225. Un marché
226. Nouveau Compositeur
227. Amitiés
228. Rivalités
229. Séance difficile
230. La Nuit la plus longue
231. Fin de l'ivresse
232. Détours dangereux
233. Carrefour
234. Prise en main
235. Imprévus
236. Présentation
237. Follement
238. Une idée de génie
239. Photos
240. Essai non concluant
241. Les Sœurs ennemies
242. L'union fait la force
243. Préparatif
244. Migrations
245. Le Grand Soir
246. Alibi dangereux
247. Flagrant Délit
248. Vol original
249. Brouille
250. Création
251. Patience
252. Le Fait accompli
253. Retour aux sources
254. Passé compliqué
255. La Honte
256. Sale
257. Rédemption
258. Renouveau
259. Drague folle
260. Erreur de calcul
261. Incursions
262. Mystérieux
263. La Bague
264. Théâtral
265. Décision
266. Progression
267. Une nuit dehors
268. Le Grigri brésilien
269. Une fille qui a du chien
270. Détournement
271. Désertion
272. Remplacement
273. Une fille chez les gars
274. Un nouveau garçon
275. Le Déserteur
276. Le Mauvais œil
277. Supplique
278. Démangeaisons
279. Calme toujours
280. Dénouement

## Commentaires
La série est dérivée de Premiers Baisers (Hélène Girard étant à l'origine un des personnages secondaires de Premiers Baisers, dont l'héroïne est sa sœur cadette Justine), elle-même étant dérivée de Salut les Musclés. L'idée de cette série serait venue au producteur Jean-Luc Azoulay, alias Jean-François Porry, en constatant la grande popularité du personnage d'Hélène (et de son interprète, l'actrice Hélène Rollès) dans Premiers Baisers.
En France, la série lance une mode des séries sur la vie de collège, la même année que Lycée alpin dans l'émission Giga, après les productions nord-américaines comme Beverly Hills, Les Années collège, Sois prof et tais-toi!.
Comme pour les autres sitcoms d'AB Productions, les tournages se font à la chaîne, dans le but de produire environ un épisode par jour. Toutes ces sitcoms, filmées en studio et sans public, ont recours à des rires enregistrés en fond sonore (ou « rires en boîte ») lors des passages humoristiques. Le tournage a été principalement réalisé dans des studios de la Plaine Saint-Denis (144, avenue du président Wilson) durant toute la durée de la série.

### Critiques
Dès son apparition à l'écran, la série est cible de violentes critiques dans la presse.
Elles visent le manque de réalisme de la série, en s'attardant notamment sur l'image, jugée peu crédible, qu'elle donne de la vie estudiantine. En effet, au cours des 280 épisodes de la sitcom, les personnages ne sont jamais filmés en cours et on les voit assez peu réviser leurs examens. Ils sont plus souvent montrés en train de discuter autour d'un jus de fruits à la « cafète », ou encore dans le garage où les garçons répètent leurs morceaux musicaux. Ainsi, un journaliste de Globe Hebdo écrira : « Tout comme Dallas fit croire aux Albanais que l'Occident c'était les filles et les bagnoles, Hélène fait croire aux recalés de la réussite scolaire que l'université ce sont les filles (ou les garçons) et la cafétéria ».
Les critiques reprochent à la série de mettre en scène un univers mièvre et aseptisé, qui ne reflèterait ni la réalité sociale ni la complexité des rapports humains. Un article de L'Événement du jeudi décrit la série en ces termes : « C'est une sorte de conte de fées moderne : des petits jeunes gens vivent sans angoisse du chômage, ça doit reposer les téléspectateurs de voir des enfants qui n'ont pas de problème avec des parents ex-soixante-huitards, divorcés… On a les Tristan et Yseult qu'on mérite. » Selon la revue Les Lettres françaises, les personnages de la série « vont tout droit vers la réussite individuelle dans un monde sans guerre, sans parents emmerdeurs, sans drogue, sans sida, sans chômeurs, sans immigrés, sans profs, sans extérieurs, sans banlieue, sans voyages, sans avenir ».
Les détracteurs de la série estiment aussi qu'elle aborde avec une pudeur excessive les relations amoureuses et la sexualité (José et Bénédicte, les seuls personnages partageant momentanément une vie commune, ne sont d'ailleurs jamais mis en scène à leur domicile). Télérama résume : « Ici, même à 20 ans passés, on se contente de flirter. » Certains critiques estiment que la série défend une vision réactionnaire de la société : « Rapports hommes-femmes, la ségrégation est de mise et les échanges sont d'une consternante pauvreté : chambres séparées, rencontres qui ne tournent qu'autour de l'amour, rôles traditionnels revendiqués jusqu'à la caricature. (…) Les héros d'Hélène et les Garçons marchent à grands pas vers toutes les normalisations de l'âge adulte, mais avec une imagination lobotomisée » (Le Monde diplomatique).
Le jeu des acteurs est également dénigré. La sociologue des médias Dominique Pasquier résume : « Les comédiens d'Hélène jouent le moins possible. Entendons par là qu'ils travaillent le style amateur comme d'autres comédiens travaillent leur professionnalisme ». Des critiques similaires sont faites à propos des autres séries d'AB Productions qui envahissent l'antenne de TF1 les mois suivants (Le Miel et les Abeilles, Les Filles d'à côté, etc.), galvaudant l'image des sitcoms en général, avant la diffusion française de Friends.

### Introduction de faits de société et censure
Conséquence possible des accusations d'« irréalisme » portées à l'encontre de la série, des faits de société seront évoqués dans certaines intrigues, notamment sous l'impulsion de la scénariste Emmanuelle Mottaz. Ainsi, au fil des épisodes, Christian sombre dans l'alcool (épisodes 55/56), Johanna et Christian se rapprochent d'une secte New Age (épisode 83), Laly est dépitée d'apprendre l'homosexualité d'un garçon qu'elle convoite (épisode 133), Linda puis Nathalie tentent de se suicider en avalant un tube de somnifères (épisodes 147 et 198) puis Linda fait une fausse couche (épisode 203), Thérèse est victime de harcèlement sexuel (épisode 155), Nathalie échappe à un viol collectif (épisode 188) puis craint d'avoir été contaminée par le sida après une relation non protégée avec Thomas Fava (épisode 208), Taxi souffre de kleptomanie (épisode 262)… Tant de rebondissements qui rapprochent la série d'un soap opera.
Le problème de la drogue sera quant à lui évoqué à deux reprises. Tout d'abord, dans les épisodes 105 à 109, Christian sombre au point d'être retrouvé dans le caniveau les bras pleins de traces de piqûres, avant de s'en sortir grâce au soutien de ses amis. Plus tard, alors qu'elle enregistre un disque avec le producteur Thomas Fava, Hélène est droguée à son insu, en mangeant un space cake. Pour ne pas risquer de voir l'image de son héroïne ternie, TF1 choisit de ne pas diffuser les épisodes évoquant cette mésaventure (du 228 au 233), épisodes pourtant diffusés sur les télévisions suisse et belge.
Au cours des deux derniers épisodes de la série, le personnage de Taxi est victime d'une tentative de viol en sortant de discothèque. Les garçons décident alors de la venger en allant tabasser les coupables eux-mêmes. La violence du propos incite TF1 à déprogrammer en dernière minute ces deux épisodes et à stopper la série à l'épisode 278.

### Un phénomène de société
Lors de sa première diffusion française, la série bénéficie d'une promotion assurée en grande partie par le Club Dorothée (autre émission d'AB Productions), où ses acteurs, à commencer par Hélène Rollès, sont invités à plusieurs reprises. Hélène et les Garçons attire alors chaque jour 4 à 6 millions de téléspectateurs, soit jusqu'à 52 % de parts de marché, permettant à TF1 de rajeunir son public. Certains épisodes sont suivis par 90 % des filles et des femmes de 4 à 24 ans. Hélène et les Garçons remplace ainsi avec succès le feuilleton Santa Barbara. La série est également diffusée en Belgique, en Suisse, en Espagne, en Norvège, en Grèce, en Russie et dans de nombreux pays de l'Est. Une version germanophone (pour la RTL+) et une version anglophone sont également un temps annoncées, avant d'être abandonnées, tout comme un projet de film.
Cette opposition entre des critiques virulentes et un succès indiscutable fait d'Hélène et les Garçons un phénomène de société, présent en une de nombreux journaux à l'époque. En 1999, la sociologue Dominique Pasquier a consacré un ouvrage au succès de la série, en se basant sur l'étude du courrier adressé à ses acteurs.
Depuis la fin du Club Dorothée, la série a été rediffusée sans cesse en France, sur les chaînes du groupe AB (AB1 et NT1), mais aussi sur Filles TV ou NRJ 12. Dans chaque cas, les épisodes autrefois censurés par TF1 ont été diffusés. Hélène et les Garçons a également été au centre d'un « buzz », courant 2008, quand les images de la bagarre du dernier épisode ont circulé sur internet sur la musique du titre Stress de Justice (dont le clip original mettait en scène la violence urbaine).

### Un outil promotionnel pour AB Productions
Le succès de la série permet aussi à AB Productions d'assurer à moindre coût la promotion de sa filiale AB Disques. La chanson du générique (Pour l'amour d'un garçon), interprétée par Hélène Rollès elle-même, atteint la quatrième place du Top 50 en France et reste classée dix semaines dans les dix meilleures ventes, lançant ainsi la carrière de chanteuse d'Hélène, dont le premier album, sorti en 1989, n'avait pas connu le succès. De plus, à partir de Peut-être qu'en septembre, chaque nouveau single d'Hélène sert de générique de fin à la série, tout comme les chansons de Christophe Rippert dans Premiers Baisers ou celles de Mallaury Nataf dans Le Miel et les Abeilles.
Certaines chansons sont même incluses dans la trame de la série, qui joue sur l'identification entre l'actrice-chanteuse Hélène Rollès et son personnage. Ainsi, on voit l'héroïne enregistrer en studio la chanson Pour l'amour d'un garçon, dont il est expliqué qu'elle a été composée par son petit ami Nicolas pendant son service militaire, ou encore Peut-être qu'en septembre, dont Christian a signé le texte et Nicolas la musique. Généralement, c'est l'une de ces chansons qui illustre les scènes, constituées de flashbacks, où les personnages repensent au passé. Plus tard, Adeline écrit les paroles d'un titre composé par les garçons, qu'elle interprète avec eux sur scène : Parce que c'était écrit comme ça, qui lance au même moment la carrière musicale de l'actrice Manuela Lopez.
Enfin, surfant sur la popularité du personnage de « Cri-Cri d'amour », AB Productions va assurer la distribution du premier album de l'acteur Sébastien Roch, Silences, dont le premier extrait, Au bar de Jess, reste 16 semaines au Top 50.

### La série sur Internet
En 2016, le Groupe TF1 rediffuse les épisodes de la série via sa chaîne XTRA. À la fin de la même année, le groupe AB la met progressivement à disposition sur sa chaîne YouTube consacrée aux sitcoms.
La série a sa propre chaîne 24 h/24 sur la plateforme gratuite en ligne Pluto TV depuis le 31 mai 2021.

## Génériques

### Générique début
Le générique reprend un extrait de la chanson Pour l'amour d'un garçon, interprété par Hélène (et dont les paroles sont écrites par Jean-François Porry).

### Génériques fin
Le générique fin reprend initialement la version instrumentale du titre Pour l'amour d'un garçon. À partir de la rentrée 1993, ce générique est modifié pour accompagner la sortie des nouveaux singles d'Hélène, y compris lors de rediffusions. Ainsi, les titres suivants sont utilisés à tour de rôle :
- Je m'appelle Hélène
- Amour secret
- Dans les yeux d'une fille

La chanson Parce que c'était écrit comme ça de Manuela est exceptionnellement utilisée pour l'épisode 250, qui se clôt par un concert de son personnage qui interprète cette chanson.

## Diffusions internationales
La série a été diffusée dans différents pays dans le monde, parfois de façon partielle. Elle a, en particulier, connu des diffusions régulières en Russie.
- Hongrie : Hélène és a fiúk sur Duna Televízió et RTL Klub
- Italie : Hélène e i suoi amici sur Italia 1
- Norvège : Helene og gutta sur TV 2 (rediffusion en 2006 sur TV2 Zebra[12])
- Pologne : Helena i chłopcy sur Polonia 1
- République tchèque: Helena a její chlapci sur TV Nova
- Russie : Элен и ребята sur 1-й канал Останкино ; Le miracle de l'amour a également été diffusé, sous le même titre
- Ukraine : Елен і друзі sur ORT
- Roumanie : Fata şi băieţii sur TVR1.

En 1994, AB a également tenté d’exporter la série, en produisant des versions en langue étrangère, tournées dans les mêmes studios que les épisodes français, avec les mêmes décors.
- en langue allemande : Alle lieben Julia (26 épisodes diffusés par RTL Television[6])
- en langue anglaise : Helen and the boys (non diffusée)[13]

On peut souligner que, dans cette adaptation en anglais, le rôle d'Helen est interprété par Lynda Lacoste, tandis que Rochelle Redfield reprend son rôle de Johanna.
Dans la version en allemand, on peut retrouver Babsie Steger (Hilguegue dans Salut les Musclés, une autre série AB Productions), dans un rôle équivalent à celui de Nathalie dans la version française.

## Produits dérivés

### Sorties vidéo
- La série est sortie en DVD chez France Loisirs en 17 volumes (2008-2010).
- La série est ressortie en 5 coffrets 10 DVD le 7 mai 2012 chez Fnac et Amazon.

### Livres
Une collection « roman-clip » est éditée par ABH (filiale du groupe AB) en 1994. Chaque volume contient la novélisation d’un épisode, avec quelques pages de photos incluses
1. Première rencontre  (ISBN 978-2-01-512002-7)
2. Le nouveau garçon  (ISBN 978-2-01-512003-4)
3. Lettres d’amour  (ISBN 978-2-01-512001-0)
4. Une nuit ensemble  (ISBN 978-2-01-512000-3)
5. Mon cœur balance  (ISBN 978-2-01-512008-9)
6. Jeux dangereux  (ISBN 978-2-01-512009-6)
7. Panne de garçons  (ISBN 978-2-01-512010-2)
8. Missions impossibles  (ISBN 978-2-01-512020-1)
9. Un bébé sur les bras  (ISBN 978-2-01-512021-8)
10. Une étoile est née  (ISBN 978-2-01-512022-5)
11. Faute de conduite  (ISBN 978-2-01-512039-3)
12. Les rois de la drague  (ISBN 978-2-01-512038-6)
13. Folie romantique  (ISBN 978-2-01-512037-9)
14. Nuits blanches  (ISBN 978-2-01-512040-9)
15. L'avenir en rock  (ISBN 978-2-01-512041-6)
16. Liaison fatale  (ISBN 978-2-01-512042-3)

En 1994, les éditions Montjoie (également liées au groupe AB) publient un livre reprenant l'histoire de quelques épisodes, ainsi que la présentation des comédiens : La saga Hélène et les Garçons  (ISBN 978-2-908248-61-6).

## Séries dérivées
Depuis l'arrêt de ses tournages, Hélène et les Garçons a fait l'objet de trois séries dérivées, réunissant plusieurs de ses personnages importants (dont Hélène Girard), dans différentes étapes de leur vie : 
- Le Miracle de l'amour (1994-1996), série dans laquelle les protagonistes quittent leur résidence universitaire pour emménager ensemble dans une grande maison ;
- Les Vacances de l'amour (1996-2007), où ils s'installent sur une île antillaise ;
- Les Mystères de l'amour (dont la diffusion a commencé le 12 février 2011 sur la chaîne TMC[15]), qui met en scène leur quotidien après leur retour à Paris.